# DR Studios
DR Studios (vor 2007: Deep Red Games) ist eine englische Spieleentwicklungsfirma mit Sitz in Milton Keynes. Sie wurde 1998 von Kevin Buckner und Clive Robert gegründet und hat sich auf die Entwicklung von Strategiespielen und Wirtschaftssimulationen spezialisiert. Das Unternehmen ist eine Tochtergesellschaft des italienischen Publishers 505 Games.

## Entwickelte Spiele
- Risiko II (2000) Computerspielvariante des Brettspiels Risiko
- Monopoly Tycoon (2001)
- Beach Life (2002)
- SeaWorld Tycoon (2003)
- SeaWorld Tycoon 2 (2005)
- Vegas: Make it Big (2005)
- Tycoon City: New York (2006)
- Hospital Tycoon (2007)
- Risk (2007)
- Battle Islands (2013)
- Mythic Islands (2014)
- Battle Ages (2016)
- Terraria Mobile (2019)